# Башта (притока Ясельди)
Башта — річка в Білорусі у Березівському районі Берестейської області. Права притока річки Ясельди (басейн Прип'яті).

## Опис
Довжина річки 12,6 км. Річка повністю каналізована.

## Розташування
Бере початок на південній околиці села Нарутовичі. Тече переважно на північний схід через село Селець і за 2 км на північно-східній стороні від села впадає у річку Ясельду, ліву притоку річки Прип'яті.